# 15e cérémonie des Las Vegas Film Critics Society Awards
La 15e cérémonie des Las Vegas Film Critics Society Awards, décernés par la Las Vegas Film Critics Society, a eu lieu le 16 décembre 2011, et a récompensé les films réalisés dans l'année.

## Palmarès

### Meilleur film
- The Artist

### Meilleur réalisateur
- Nicolas Winding Refn pour Drive

### Meilleur acteur
- Jean Dujardin pour le rôle de George Valentin dans The Artist

### Meilleure actrice
- Michelle Williams pour le rôle de Marilyn Monroe dans My Week with Marilyn

### Meilleur acteur dans un second rôle
- Albert Brooks pour le rôle de Bernie Rose dans Drive

### Meilleure actrice dans un second rôle
- Melissa McCarthy pour le rôle de Megan Price dans Mes meilleures amies (Bridesmaids)

### Meilleur scénario
- Le Stratège (Moneyball) – Aaron Sorkin et Steven Zaillian

### Meilleure direction artistique
- The Artist – Gregory S. Hooper

### Meilleurs costumes
- The Artist – Mark Bridges

### Meilleure photographie
- The Tree of Life – Emmanuel Lubezki

### Meilleur montage
- Hugo Cabret (Hugo) – Thelma Schoonmaker

### Meilleurs effets visuels
- La Planète des singes : Les Origines (Rise of the Planet of the Apes)

### Meilleure chanson
- "Man or Muppet" – Les Muppets, le retour (The Muppets)

### Meilleure musique de film
- The Artist – Ludovic Bource

### Meilleur film en langue étrangère
- 13 Assassins (十三人の刺客) •  Japon

### Meilleur film d'animation
- Rango

### Meilleur film documentaire
- Le Projet Nim (Project Nim)

### Meilleur film de famille
- Hugo Cabret (Hugo)

### Meilleur enfant dans un film
- Asa Butterfield – Hugo Cabret (Hugo)

### Meilleur DVD
- Jurassic Park Ultimate Trilogy

### Lifetime Achievement Award
- Albert Brooks